# Gran Premio motociclistico di Spagna 1983
Il Gran Premio motociclistico di Spagna 1983 fu il quinto appuntamento del motomondiale 1983.
Si svolse il 22 maggio 1983 sul circuito permanente del Jarama e registrò nella classe 500 la vittoria di Freddie Spencer, di Hervé Guilleux nella classe 250, di Ángel Nieto nella classe 125 e di Eugenio Lazzarini nella classe 50.
Per Guilleux si tratta della prima vittoria nel motomondiale, ottenuta a bordo di una Kawasaki, per la quale si tratta invece dell'ultima vittoria.

## Classe 500

### Arrivati al traguardo
| Pos | Pilota              | Moto   | Giri | Tempo     | Griglia | Punti |
| --- | ------------------- | ------ | ---- | --------- | ------- | ----- |
| 1   | Freddie Spencer     | Honda  | 37   | 56:17.460 | 1       | 15    |
| 2   | Kenny Roberts       | Yamaha | 37   | +0.550    | 2       | 12    |
| 3   | Takazumi Katayama   | Honda  | 37   | +32.450   | 4       | 10    |
| 4   | Randy Mamola        | Suzuki | 37   | +1:05.200 | 5       | 8     |
| 5   | Franco Uncini       | Suzuki | 37   | +1:15.620 | 9       | 6     |
| 6   | Eddie Lawson        | Yamaha | 37   | +1:17.480 | 7       | 5     |
| 7   | Marc Fontan         | Yamaha | 37   | +1:33.200 | 10      | 4     |
| 8   | Jack Middelburg     | Honda  | 36   | +1 giro   | 12      | 3     |
| 9   | Sergio Pellandini   | Suzuki | 36   | +1 giro   | 13      | 2     |
| 10  | Keith Huewen        | Suzuki | 36   | +1 giro   | 14      | 1     |
| 11  | Boet van Dulmen     | Suzuki | 36   | +1 giro   | 16      |       |
| 12  | Giovanni Pelletier  | Honda  | 36   | +1 giro   | 22      |       |
| 13  | Didier de Radiguès  | Honda  | 36   | +1 giro   | 23      |       |
| 14  | Gustav Reiner       | Suzuki | 36   | +1 giro   | 21      |       |
| 15  | Steve Parrish       | Yamaha | 36   | +1 giro   | 17      |       |
| 16  | Fabio Biliotti      | Honda  | 36   | +1 giro   | 26      |       |
| 17  | Philippe Coulon     | Suzuki | 36   | +1 giro   | 24      |       |
| 18  | Chris Guy           | Suzuki | 35   | +2 giri   | 15      |       |
| 19  | Corrado Tuzii       | Honda  | 35   | +2 giri   | 27      |       |
| 20  | Francisco Rico      | Suzuki | 35   | +2 giri   | 25      |       |
| 21  | Carlos Morante      | Yamaha | 35   | +2 giri   | 28      |       |
| 22  | Alfons Amerschläger | Suzuki | 34   | +3 giri   | 29      |       |
| 23  | José Parra          | Suzuki | 32   | +5 giri   | 31      |       |

### Ritirati
| Pilota              | Moto   | Giri | Motivo ritiro | Griglia |
| ------------------- | ------ | ---- | ------------- | ------- |
| Andreas Hofmann     | Suzuki | 26   |               | 19      |
| Raymond Roche       | Honda  | 25   |               | 8       |
| Wolfgang von Muralt | Suzuki | 19   |               | 20      |
| Ron Haslam          | Honda  | 19   |               | 3       |
| Marco Grino         | Suzuki | 9    |               | 30      |
| Marco Greco         | Suzuki | 8    |               | 18      |
| Marco Lucchinelli   | Honda  | 1    | motore        | 6       |

### Non partito
| Pilota            | Moto   | Griglia |
| ----------------- | ------ | ------- |
| Leandro Becheroni | Suzuki | 11      |

## Classe 250
36 piloti alla partenza.

### Arrivati al traguardo
| Pos | Pilota               | Moto              | Tempo     | Punti |
| --- | -------------------- | ----------------- | --------- | ----- |
| 1   | Hervé Guilleux       | Kawasaki          | 48:58.970 | 15    |
| 2   | Christian Sarron     | Yamaha            | +5.020    | 12    |
| 3   | Martin Wimmer        | Yamaha            | +5.590    | 10    |
| 4   | Sito Pons            | Kobas-Rotax       | +5.910    | 8     |
| 5   | Thierry Espié        | Chevallier-Yamaha | +11.530   | 6     |
| 6   | Jean-François Baldé  | Chevallier-Yamaha | +12.120   | 5     |
| 7   | Carlos Lavado        | Yamaha            | +12.790   | 4     |
| 8   | Donnie Robinson      | Yamaha            | +13.760   | 3     |
| 9   | Carlos Cardús        | Kobas-Rotax       | +20.690   | 2     |
| 10  | Ivan Palazzese       | Yamaha            | +20.770   | 1     |
| 11  | Jean-Louis Tournadre | Yamaha            | +26.970   |       |
| 12  | Roland Freymond      | Armstrong-Rotax   | +50.320   |       |
| 13  | Guy Bertin           | MBA               | +50.600   |       |
| 14  | Massimo Matteoni     | Yamaha            | +52.430   |       |
| 15  | Reinhold Roth        | Fath-Yamaha       | +55.070   |       |
| 16  | Michel Siméon        | Yamaha            | +56.230   |       |
| 17  | Luis Miguel Reyes    | Kobas-Rotax       | +1:03.290 |       |
| 18  | Jacques Bolle        | Yamaha            | +1:13.810 |       |
| 19  | Domingo Gil          | Yamaha            | +1:19.890 |       |
| 20  | Bernard Fau          | Yamaha            | +1:30.270 |       |
| 21  | Manfred Herweh       | Real-Rotax        | +1 giro   |       |
| 22  | Jean-Michel Mattioli | Yamaha            | +1 giro   |       |
| 23  | Alan North           | Yamaha            | +1 giro   |       |
| 24  | Toni Garcia          | Yamaha            | +1 giro   |       |

### Ritirati
| Pilota                 | Moto       | Motivo | Griglia |
| ---------------------- | ---------- | ------ | ------- |
| Didier de Radiguès     | Chevallier |        | 2       |
| Bruno Lüscher          | Yamaha     |        | 5       |
| Alan Carter            | Yamaha     |        | 8       |
| Jean-Louis Guignabodet | Rotax      |        | 9       |
| Thierry Rapicault      | Yamaha     |        | 18      |
| Graham Young           | Waddon     |        | 20      |
| Mar Schouten           | MBA        |        | 22      |
| Christian Estrosi      | Pernod     |        | 24      |
| Ángel Nieto            | Yamaha     |        | 27      |
| Donnie McLeod          | Yamaha     |        | 29      |
| Gabriel Grabia         | Yamaha     |        | 29      |
| Patrick Fernandez      | Bartol     |        | 36      |

## Classe 125
34 piloti alla partenza.

### Arrivati al traguardo
| Pos | Pilota                 | Moto      | Tempo     | Punti |
| --- | ---------------------- | --------- | --------- | ----- |
| 1   | Ángel Nieto            | Garelli   | 46:42.950 | 15    |
| 2   | Eugenio Lazzarini      | Garelli   | +0.260    | 12    |
| 3   | Pier Paolo Bianchi     | Sanvenero | +0.450    | 10    |
| 4   | Maurizio Vitali        | MBA       | +14.460   | 8     |
| 5   | Bruno Kneubühler       | MBA       | +25.220   | 6     |
| 6   | Hans Müller            | Seel-MBA  | +28.980   | 5     |
| 7   | Stefano Caracchi       | MBA       | +36.180   | 4     |
| 8   | Willy Pérez            | MBA       | +40.310   | 3     |
| 9   | Henk van Kessel        | MBA       | +48.210   | 2     |
| 10  | Ricardo Tormo          | MBA       | +1:04.670 | 1     |
| 11  | Jean-Claude Selini     | MBA       | +1:04.840 |       |
| 12  | Giuseppe Ascareggi     | MBA       | +1:10.340 |       |
| 13  | Hugo Vignetti          | MBA       | +1:33.270 |       |
| 14  | Esa Kytölä             | MBA       | +1 giro   |       |
| 15  | Anton Straver          | MBA       | +1 giro   |       |
| 16  | Antonio Boronat        | MBA       | +1 giro   |       |
| 17  | Jacky Hutteau          | MBA       | +1 giro   |       |
| 18  | Paul Bordes            | MBA       | +1 giro   |       |
| 19  | Per-Edvard Carlsson    | MBA       | +2 giri   |       |
| 20  | Ángel del Pozo         | MBA       |           |       |
| 21  | Erich Klein            | MBA       |           |       |
| 22  | Chris Baert            | MBA       |           |       |
| 23  | Thomas Møller-Pedersen | MBA       |           |       |

### Ritirati
| Pilota               | Moto | Motivo | Griglia |
| -------------------- | ---- | ------ | ------- |
| Libero Piccirillo    | MBA  |        | 8       |
| Johnny Wickström     | MBA  |        | 10      |
| Pierluigi Aldrovandi | MBA  |        | 12      |
| Stefan Dörflinger    | MBA  |        | 16      |
| Andrés Sánchez       | MBA  |        | 18      |
| Bady Hassaine        | MBA  |        | 19      |
| Ivan Troisi          | MBA  |        | 20      |
| Rolf Rüttimann       | MBA  |        | 23      |
| Hans Spaan           | MBA  |        | 26      |
| Tony Smith           | MBA  |        | 34      |
| Chris Leah           | MBA  |        | 34      |

## Classe 50
26 piloti alla partenza.

### Arrivati al traguardo
| Pos | Pilota                | Moto         | Tempo     | Punti |
| --- | --------------------- | ------------ | --------- | ----- |
| 1   | Eugenio Lazzarini     | Garelli      | 34:51.300 | 15    |
| 2   | Stefan Dörflinger     | Krauser      | +19.350   | 12    |
| 3   | Jorge Martínez        | Bultaco      | +27.800   | 10    |
| 4   | Claudio Lusuardi      | Moto Villa   | +27.890   | 8     |
| 5   | Gerhard Bauer         | Ziegler      | +29.130   | 6     |
| 6   | George Looijesteijn   | Kreidler     | +29.340   | 5     |
| 7   | Hans Spaan            | Kreidler     | +37.980   | 4     |
| 8   | Daniel Mateos         | Kreidler     | +1:07.990 | 3     |
| 9   | Hagen Klein           | RFT-Kreidler | +1:19.860 | 2     |
| 10  | Rainer Kunz           | FKN-Kreidler | +1:41.170 | 1     |
| 11  | Paul Rimmelzwaan      | Roton        | +1:56.350 |       |
| 12  | Yves Le Toumelin      | TYL          | +1 giro   |       |
| 13  | Paul Bordes           | Moto 2L      | +1 giro   |       |
| 14  | Joaquin Gali          | Bultaco      | +1 giro   |       |
| 15  | Ramon Gali            | Bultaco      | +1 giro   |       |
| 16  | Ian McConnachie       | Rudge        | +2 giri   |       |
| 17  | Henrique Sande        | Moda         |           |       |
| 18  | Chris Baert           | Kreidler     |           |       |
| 19  | Jean-François Verdier | Derbi        |           |       |

### Ritirati
| Pilota             | Moto      | Motivo | Griglia |
| ------------------ | --------- | ------ | ------- |
| Theo Timmer        | Casal     |        | 5       |
| Gerhard Singer     | Kreidler  |        | 16      |
| Massimo de Lorenzi | Minarelli |        | 17      |
| Paolo Priori       | Paolucci  |        | 20      |
| Stefan Danielsson  | Kreidler  |        | 21      |
| Thomas Engl        | Engl      |        | 22      |
| Reiner Koster      | Kroto     |        | 24      |